# Tsegmidiin Namsraidschaw
Tsegmidiin Namsraidschaw (mongolisch Цэгмидийн Намсрайжав, ᠴᠡᠭᠮᠢᠳᠡᠢᠨ ᠨᠠᠮᠰᠷᠠᠢᠵᠠᠪ, wiss. Transliteration Cėgmidijn Namsrajžav, en.: Tsegmidiin Namsraijav; geb. 15. Juni 1927 Tariat, Archangai-Aimag; gest. 23. Juli 1987) war einer der Gründer des mongolischen Musiktheaters, Dirigent und Komponist. Er wurde ausgezeichnet mit dem Staatspreis (Төрийн шагналт - Töriin schagnalt).

## Leben
Tsegmidiin Namsraidschaw begann im Alter von 10 Jahren beim Theater „Bömbögör nogoon“ (Бөмбөгөр ногоон - Grüner Ball). Über 50 Jahre lang wirkte er als Dirigent, Organisator und Komponist.
Von 1949 bis 1952 arbeitete er als Musiker am UTT (УТТ), wo er unter der Anleitung von A. Belousow (А.Белоусовын) seine ersten Kenntnisse im Komponieren und Aufführen symphonischer Musik erwarb.
Er begann seine künstlerische Karriere mit „Alter Musik“ (Хуучир хөгжмөөр - Chuutschir chögdschmöör), erlernte später das Waldhorn und komponierte das erste Symphonieorchesterstück der Mongolei, „Revolutionärer Heroischer Marsch“ (Хувьсгалт баатарлаг марш - Chuwjsgalt baatarlag marsch), für welchen er 1951 den Titel „Verdienter Künstler“ (Гавъяат жүжигчин - Gawjaat dschüdschigtschin) erhielt.
Namsraidschaw war der erste Mongole, der von 1952 bis 1958 die Dirigierklasse des Moskauer Konservatoriums erfolgreich abschloss. Er war der erste Dirigent mit Hochschulbildung, der in seinem Heimatland ein Symphonieorchester gründete, und fungierte über 30 Jahre lang als Leiter, künstlerischer Leiter und Generaldirigent.
Er schloss sich mit G. Birwaa (Г.Бирваа) zusammen um gemeinsam das Staatliche Symphonieorchesters (Монгол Улсын Филармони - Mongol Ulsyn Filarmoni) zu gründen. Sie organisierten das Eröffnungsprogramm mit eigenen und klassischen Werken und am 25. Februar 1958 verkündeten sie dem Volk die Gründung des Staatlichen Symphonieorchesters im Staatlichen Zentraltheater (Улсын төв театрт - Ulsyn töw tjeatrt).
Sein Sohn Bütenbajar (Бүтэнбаяр) folgte seinem Vater und dirigierte und spielte 2010 Ludwig van Beethovens Neunte Symphonie.

## Persönliches
Namsraidschaw hatte vier Kinder.

## Werk

### Komposition
- Bajaryn dschawchaa (Баярын жавхаа - Bajarin Jawhaa) Sinfonie-Vorspiel
- Gowj gurwan saichan (Говь гурван сайхан - Govi gurvan saikhan - Schönheit der Gobi)
- Chaluun elgen nutag (Халуун элгэн нутаг - Khaluun elgen nutag - Die Wärme des Landes) (Staatspreis - Төрийн шагнал, 1971)

Mehr als 20 symphonische Werke, darunter Musiksoli, Walzer, musikalische Illustrationen, Tanzmusik und Kompositionen für Kinder:
- Chuwdai ischignii pajan (Хувдай ишигний паян - Khuvdai ishignii payan)
- Eedschee dursana (Ээжээ дурсана - Eejee dursana - Erinnerung an die Mutter)
- Ech oron (Эх орон - Ech oron - Heimat)

### Filmmusik
- Gurwan naids (Гурван найз - Gurvan naiz - Drei Freunde)
- Tümnii neg (Түмний нэг - Tümnii neg - )
- Chünii mör (Хүний мөр - Khünii mör - Menschliche Fußabdrücke)
- Üüreer (Үүрээр - Üüreer - Dämmerung)
- Tungalag tamir (Тунгалаг тамир - Klares Wasser)
- Ich dsamyn echend (Их замын эхэнд - Ikh zamyn ekhend - Am Anfang der großen Straße)
- Busch chüügiin ülger (Буш хүүгийн үлгэр - Bush khüügiin ülger - Die Geschichte vom Buschjungen)
- Tsereg ersiin dschiriin ödrüüd (Цэрэг эрсийн жирийн өдрүүд - Tsereg ersiin jiriin ödrüüd - Alltag eines Soldaten)
- Ich dsamyn toos (Их замын тоос - Ikh zamyn toos - Staub der großen Straße)

Außerdem dirigierte er die Musik für dutzende Filme.

### Aufführungen
- Ballett Antschin ba sogoo (Анчин ба согоо - Anchin ba sogoo - Der Jäger und der Hirsch) mit Bilegiin Damdinsüren 1973
- Chöchöö Namdschil (Хөхөө Намжил - Khökhöö Namjil), Oper von Luwsandschambyn Mördordsch 1960
- Francesca da Rimini, symphonische Dichtung von Pjotr Iljitsch Tschaikowski 1964
- Cippolino, А. Зарина - A. Zarina 1965
- Choschuu naadam (Хошуу наадам - Khoshuu Naadam - Festival), Sembiin Gontschigsumlaa 1965
- Copellia, L. Djelib - Л.Делиб 1966
- La Esmeralda (Ballett), Cesare Pugni 1967
- Parisyn döl (Парисын дөл - Die Flamme von Paris), B. Asafjjew - Б. Асафьев 1971
- Scheherazade, Nikolai Rimski-Korsakow 1975

## Auszeichnungen
- 1981 Ardyn Dschüdschigtschin (Ардын Жүжигчин  - Verdienter Künstler)
- Altan Gadas (Алтан гадас одон - Medaille Goldener Pol)
- Revolutionsjubiläumsmedaille (Улс хувьсгалын ойн медалиудаар - Uls chuwjsgalyn oin mjedaliudaar)